# Leonor de Almeida Portugal, markýza de Alorna
Leonor de Almeida Portugal de Lorena e Lencastre, 4. markýza de Alorna, 7. hraběnka de Assumar a hraběnka von Oeynhausen-Gravenburg (31. října 1750, Lisabon – 11. října 1839, tamtéž) byla portugalská básnířka a malířka, jejíž verše jsou poznamenány preromantickou senzibilitou.

## Život a dílo
Jako příbuzná významného šlechtického rodu Távora, který byl obviněn z pokusu o atentát na portugalského krále Josefa I. roku 1758, byla spolu se svou matkou a sestrou devatenáct let internována v klášteře São Félix de Chelas v Lisabonu. Její prarodiče z matčiny strany byli popraveni.
V klášteře strávila většinu času studiem francouzských osvícenských filosofů jako byli Jean-Jacques Rousseau a Voltaire. Četla a psala poezii. Její verše z té doby jsou známy jako Poesias de Chelas. Pořádala zde také besedy, kterých se zúčastnili významní portugalští básníci té doby, stala se členkou neoklasicistického spolku Nova Arcádia a získala zde pseudonym Alcipe.

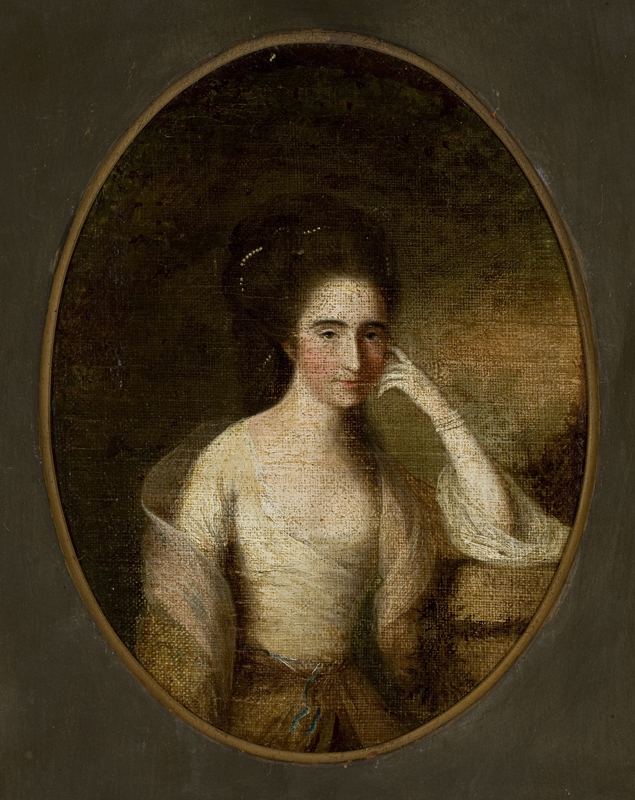
Autoportrét, asi 1787 až 1790

Roku 1777 mohla na základě rozhodnutí královny Marie I. klášter opustit. Dva roky po propuštění se provdala za Carlose Pedra Maria Josého Augusta, původem německého hraběte z Oyenhausenu-Grevenburgu. Pobývala s ním ve Vídni a cestovala po Evropě. Seznamovala se s romantickými podněty v literatuře i v malířství. Roku 1804 byla za protinapoleonskou činnost poslána do vyhnanství do Londýna. Po návratu roku 1814 se její salóny staly ohnisky nových estetických idejí i centry obdivovatelů francouzských osvícenců a získala proto označení portugalská Madame de Staël.
Její poezie propojuje klasicistní vlivy s romantickými a zahrnuje nejrůznější žánry včetně didaktických básní. Souhrnně byla vydána až po její smrti, a to roku 1844, v šesti svazcích jako Obras poéticas (Básnická díla). Rozsáhlé je také její dílo epistolární. Její báseň Recreações Botânicas (Zábavná botanika) svědčí o tom, že jako stoupenkyně osvícenské pedagogiky požadovala vzdělání i pro ženy.